# Clodomira
Clodomira es una ciudad del departamento Banda, provincia de Santiago del Estero, Argentina. Está ubicada 30 km al noreste de la ciudad de Santiago del Estero.
La ciudad está atravesada por las rutas provinciales 11 (que la conecta con La Banda) y 21.

## Descripción general
Clodomira es conocida como Capital Nacional de la Alfalfa; en sus tierras Don José David Herrera, descendiente del fundador y de su señora (por la cual lleva el nombre), tenía un enorme sembradío de este cultivo que exportaba a Europa abasteciendo a los principales ejércitos (tener en cuenta que en la época la caballería era muy importante); para ello se asoció con el Rey de España D. Alfonso XIII. Producida la guerra civil en España, haciendo honor a su nombre y estirpe, Don José David, se hizo cargo de todas las deudas contraídas por la sociedad, para lo cual tuvo que sacrificar sus propios bienes, vendiendo gran cantidad de tierras. La corona Española nunca le reconoció ni a él ni a sus descendientes importe alguno por esas pérdidas.
La gran visión de Don José David, no solamente fue para su campo e industria, ya que fue el creador de la "melalfa", que eran pallets de alfalfa disecada (tener en cuenta la época) mezcladas con la melaza de la molienda del azúcar, ello hacía más fácil y barato su transporte a Europa. Además llevó la electricidad y el teléfono al pueblo a su exclusivo cargo, y desde la usina distribuía en forma gratuita la electricidad. A su obra también se debe el canal de riego.
Don José David, era descendiente de una familia de conquistadores y fundadores de pueblos, esta historia puede verse en el libro la Zaga de José de la Cruz Herrera. En la Ruta Nacional 34 se encuentra el pueblo Herrera fundado por su antecesor y en los campos de su familia (muchos kilómetros más al norte, fue encontrada la imagen del milagroso Señor de Mailin).
El Intendente de Clodomira era -hasta el mes de noviembre de 2007 Don José Herrera, bisnieto de Don José David el que, en ocasión de asumir como diputado Nacional, delegó el mando en su hermana, elegida por unanimidad por el Consejo Deliberante para ello.
Esta ciudad fue fundada por Don José David Herrera quien llevó el tren hacia allí. Las autoridades del ferrocarril quisieron bautizar al pueblo con el nombre de Herrera, pero el fundador rechazó tal honor porque ya existía un pueblo con ese nombre y se prestaría a confusiones, es por ello que pidió que le pusieran el nombre de su señora, así nace Clodomira. La gran extensión de campo que poseía la familia abarcaba el Jumialito, Pozo Hondo, Punta Pozo y lo que hoy se conoce como Clodomira.
Su hijo, José Cruz, tal como queda dicho, prosiguió con la obra de su padre ampliando el pueblo y llevando los servicios ya mencionados.
La ciudad de Clodomira se ubica a 30 km de la ciudad capital de Santiago del Estero aproximadamente, es la segunda ciudad en importancia del departamento Banda, posee una superficie aproximada de 295 has 9053 y una Población 9.043 habitantes. Se llega por la ruta provincial N° 11 que une La Banda-Clodomira.
Cerca de esta ciudad se encuentran varios pueblos como Colonia María Elena, La Aurora, Negra Muerta, Huyamampa, Abra Grande, Colonia Gamara, entre otras y sus habitantes generalmente se dirigen hacia Clodomira para consultas en el Hospital, satisfacer sus necesidades, realizar trámites en la comisaría local, Banco, etc. 
MUNICIPALIDAD DE LA CIUDAD DE CLODOMIRA
La primera municipalidad de Clodomira se encuentra ubicada entre las calles int. Miguel Achem y gral. mitre
Esta municipalidad tiene un estilo de arcos al estilo cabildo desde allí se realizaban todas las diligencias políticas hasta el año 21/2022, en el que se inauguró un edificio más moderno, en otra ubicación y pasó a llamarse “Palacio Municipal de la Ciudad”. 
Hoy se encuentra ubicado entre calle Martín Miguel de Güemes y José David Herrera.

## Población
Cuenta con 9,661 habitantes (Indec, 2010)  lo que representa un incremento del 6,8% frente a los 9,043 habitantes (Indec, 2001) del censo del 2001. Esta población la sitúa como el noveno aglomerado urbano de su provincia, después de Santiago del Estero - La Banda.
| Gráfica de evolución demográfica de Clodomira entre 1960 y 2010 |
|                                                                 |
| Fuentes: INDEC                                                  |

## Parroquias de la Iglesia católica en Clodomira
| Diócesis  | Santiago del Estero      |
| --------- | ------------------------ |
| Parroquia | Sagrado Corazón de Jesús |